# Mesosfera
|  | Per a altres significats, vegeu «Mesosfera (desambiguació)». |

Capes de l'atmosfera: troposfera i tropopausa, estratosfera i estratopausa, mesosfera i mesopausa, i termosfera

En meteorologia, es denomina mesosfera la part de l'atmosfera situada sobre l'estratosfera i sota la termosfera. En la mesosfera, la temperatura disminueix amb l'altura fins a arribar a uns -90 °C als 80 quilòmetres d'altitud, aproximadament.
La mesosfera, que s'estén entre els 50 i 80 km d'altura, conté només prop del 0,1% de la massa total de l'aire. És important per la ionització i les reaccions químiques que hi ocorren. La disminució de la temperatura combinada amb la baixa densitat de l'aire en la mesosfera determinen la formació de turbulències i ones atmosfèriques que actuen a escales espacials i temporals molt grans. La mesosfera és la regió on les naus espacials que tornen a la Terra comencen a notar l'estructura dels vents de fons, i no sols el fre aerodinàmic.